# Awkward
Awkward, conocida también como Chica rara en Hispanoamérica y La chica invisible en España, es una serie de televisión estadounidense estrenada el 19 de julio de 2011 en MTV. Trata sobre la vida de una chica de 16 años, Jenna Hamilton (Ashley Rickards) que está buscándose a sí misma, especialmente desde que un accidente que tiene es confundido con un intento de suicidio.
La serie tiene lugar en Palos Verdes High School, un instituto del Sur de California. MTV renovó la serie para una segunda temporada el 24 de agosto de 2011, temporada que se estrenó el 28 de junio de 2012, y en Latinoamérica el 20 de enero de 2013.
El 25 de julio de 2012, con tan solo cuatro episodios emitidos de la segunda temporada, la cadena MTV decidió renovar la serie para una tercera temporada de 20 episodios, que fue estrenada el 16 de abril de 2013.
El 5 de agosto se anunció la renovación de la serie para una cuarta temporada. También se introdujo a Chris Alberghini y a Mike Chessler como los nuevos productores, remplazando a Lauren Iungerich, y fue estrenada el 15 de abril de 2014.
El 8 de octubre de 2014, MTV renovó la serie para una quinta y última temporada, que se estrenó el 31 de agosto de 2015.

## Argumento
La serie trata de Jenna Hamilton, una chica con una casi inexistente vida social que se siente invisible. Tras leer una carta cruel que ha recibido anónimamente, Jenna tiene un accidente que a ojos de todos queda como un intento de suicidio. Al hacer cambios y aceptar su mala suerte, se convierte en alguien muy popular entre sus compañeros. Mientras se ocupa de su vida amorosa y sus relaciones con otros compañeros, a la vez tiene que afrontar el drama de la adolescencia.

## Reparto
| Interpretado por        | Personaje                   | Temporada   | Temporada   | Temporada   | Temporada   | Temporada   |
| Interpretado por        | Personaje                   | 1           | 2           | 3           | 4           | 5           |
| Principales             | Principales                 | Principales | Principales | Principales | Principales | Principales |
| ----------------------- | --------------------------- | ----------- | ----------- | ----------- | ----------- | ----------- |
| Ashley Rickards         | Jenna Hamilton              | Principal   | Principal   | Principal   | Principal   | Principal   |
| Beau Mirchoff           | Matty McKibben              | Principal   | Principal   | Principal   | Principal   | Principal   |
| Nikki DeLoach           | Lacey Hamilton              | Principal   | Principal   | Principal   | Principal   | Principal   |
| Jillian Rose Reed       | Tamara Kaplan               | Principal   | Principal   | Principal   | Principal   | Principal   |
| Brett Davern            | Jake Rosati                 | Principal   | Principal   | Principal   | Principal   | Principal   |
| Molly Tarlov            | Sadie Saxton                | Principal   | Principal   | Principal   | Principal   | Principal   |
| Desi Lydic              | Valerie Marks               | Principal   | Principal   | Principal   | Principal   | Principal   |
| Jessica Lu              | Ming Huang                  | Secundaria  | Secundaria  | Principal   |             |             |
| Greer Grammer           | Lissa Miller                | Secundaria  | Secundaria  | Principal   | Principal   | Principal   |
| Secundarios e invitados |                             |             |             |             |             |             |
| Mike Faiola             | Kevin Hamilton              | Secundario  | Secundario  | Secundario  | Secundario  | Secundario  |
| Matthew Fahey           | Ricky Schwartz              | Secundario  | Secundario  |             |             |             |
| Barret Swatek           | La tía Ally / Ally Saxton   | Invitada    | Secundaria  | Secundaria  | Secundaria  | Secundaria  |
| Heather Mazur           | Darlene Saxton              | Invitada    |             | Invitada    |             |             |
| Wesam Keesh             | Kyle Cohen                  | Invitado    | Invitado    | Secundario  | Secundario  | Invitado    |
| Joey Haro               | Clark Stevenson             | Invitado    | Secundario  | Secundario  |             |             |
| Kelly Sry               | Fred Wu                     |             | Secundario  | Secundario  | Invitado    | Invitado    |
| Jessika Van             | Becca                       |             | Secundaria  | Secundaria  |             |             |
| Laura Ashley Samuels    | Courtney                    |             | Secundaria  |             |             |             |
| Nolan Gerard Funk       | Collin Jennings             |             |             | Secundario  |             | Invitado    |
| Shane Harper            | Austin Welch                |             |             | Secundario  | Invitado    |             |
| McKaley Miller          | Bailey Parker               |             |             | Secundaria  |             |             |
| Niko Pepaj              | Sergio                      |             |             |             | Secundario  | Secundario  |
| Elizabeth Whitson       | Eva Mansfield / Amber Horne |             |             |             | Secundaria  |             |
| Evan Williams           | Luke                        |             |             |             | Secundario  | Invitado    |
| Evan Crooks             | Theo Abbott                 |             |             |             | Secundario  | Secundario  |
| Monty Geer              | Cole Higgins                |             |             |             | Secundario  | Secundario  |
| Cayden Boyd             | Brian                       |             |             |             | Invitado    | Invitado    |
| Brando Eaton            | Adam Walker                 |             |             |             | Invitado    | Secundario  |
| Jessica Cook            | Devon                       |             |             |             | Invitada    |             |
| Anthony Michael Hall    | Señor Hart                  |             |             |             | Secundario  |             |
| Erinn Westbrook         | Gabby Richards              |             |             |             | Secundaria  | Secundaria  |
| Zak Henri               | Owen                        |             |             |             | Secundario  | Invitado    |

## Episodios
| Temporada | Temporada | Episodios | Episodios | Emisión original     | Emisión original         |
| Temporada | Temporada | Episodios | Episodios | Inicio               | Final                    |
| --------- | --------- | --------- | --------- | -------------------- | ------------------------ |
|           | 1         | 12        | 12        | 19 de julio de 2011  | 27 de septiembre de 2011 |
|           | 2         | 12        | 12        | 28 de junio de 2012  | 20 de septiembre de 2012 |
|           | 3         | 20        | 20        | 16 de abril de 2013  | 17 de diciembre de 2013  |
|           | 4         | 20        | 20        | 15 de abril de 2014  | 25 de noviembre de 2014  |
|           | 5         | 24        | 24        | 31 de agosto de 2015 | 24 de mayo de 2016       |

### Temporada 1 (2011)
Después de perder su virginidad con el popular Matty McKibben durante el campamento de verano, Jenna Hamilton continúa una relación secreta con él que solo sus dos mejores amigas, Tamara y Ming, conocen. Al regresar a casa desde el campamento, Jenna recibe una carta de "atención al frente" de una fuente anónima, criticándola brutalmente por ser una "perdedora". Cuando Jenna intenta deshacerse de la carta, se cae y se rompe el brazo, haciendo que se vea como un intento de suicidio. Los chismes se difunden rápidamente, lo que hace que Jenna reciba atención no deseada en la escuela, especialmente por parte de la consejera curiosa, la Sra. Marks, y de una mala manera de Sadie Saxton. Jenna decide seguir el consejo de la carta de atención para ser más audaz y más abierta, y su popularidad aumenta como resultado. La creciente popularidad de Jenna inicialmente crea tensión entre ella y sus amigas, pero las tres finalmente se conforman. Jenna comienza a resentirse de estar en una relación secreta con Matty. Más tarde descubre que el mejor amigo de Matty, Jake Rosati, se ha estado escondiendo de ella. Jake rompe con su bella pero elegante novia, Lissa, para invitar a Jenna a la baile de invierno. Jenna termina su relación con Matty para estar con Jake, y ella y Matty mantienen en secreto su relación anterior con Jake. Después de varias pistas falsas, Jenna descubre quién le escribió la carta de confrontación: su madre, Lacey.

### Temporada 2 (2012)
Jake se enamora de Jenna y comienzan una relación, pero esto lleva a una tensión incómoda entre ella y Matty. Los dos intentan mantener cualquier evidencia de que estaban juntos en secreto. Mientras tanto, Jenna hace que su madre le diga a su padre que ella misma escribió la carta de "cariño". Después de eso, Kevin se muda y rompe con Lacey porque no puede entender cómo ella pudo haber hecho algo tan cruel con su propia hija. Mientras tanto, Sadie comienza a salir con Ricky Schwartz, para consternación de Tamara. La "tía Ally" de Jenna vuelve a casarse y a Jenna le preocupa que el novio de Lacey, quien está invitado a la boda, arruine las posibilidades de que sus padres vuelvan a estar juntos. Jenna interviene y finalmente Kevin y Lacey se reconcilian. Jenna lucha con sus sentimientos por Jake y se da cuenta de que todavía está enamorada de Matty. Sadie le cuenta a Jake sobre la relación anterior de Jenna con Matty y él rompe con ella. En su camino para disculparse con Jenna, él fue testigo de que ella besaba a Matty. Los dos chicos se meten en una pelea pública, pero finalmente se reconcilian y le piden a Jenna que elija entre ellos. Después de mucha deliberación, Jenna elige a Matty sobre Jake y las dos comienzan su relación nuevamente, aunque Jenna se pregunta si tomó la decisión correcta al elegir quedarse con Matty en lugar de ir al viaje de verano a Europa. Al final de la fiesta del año, Jake y Tamara se besan y se convierten en pareja, mientras que Sadie está devastada por encontrar a Ricky engañándola con otro chico, Clark.

### Temporada 3 (2013)
Cuando la escuela comienza de nuevo, Jenna está celosa de descubrir que Tamara tiene una nueva apariencia y se ha vuelto más cercana con Jake y Valerie. Sin embargo, la creciente popularidad de Tamara crea tensión entre ella y Jake, especialmente cuando se enfrentan entre sí por el presidente del cuerpo estudiantil. Ming finalmente encuentra un novio y se convierte en el jefe de la "mafia asiática" aunque el poder rápidamente va a su cabeza. Jenna comienza a tomar una clase de escritura creativa donde conoce a Collin, un atractivo intelectual. Cuando Jenna se aburre con su relación con Matty, comienza una aventura con Collin.
Este asunto se revela en la fiesta de cumpleaños número 17 de Jenna. Matty está dispuesto a perdonar a Jenna, pero ella rompe con él por Collin. Jenna se aísla cada vez más de sus amigos a medida que pasa más tiempo con Collin, quien la alienta a fumar marihuana. Finalmente, Jenna y Collin se separan después de que ella se suspende y se da cuenta de sus errores. Sus amigos la perdonan, pero sus acciones no son olvidadas.
El reinado del poder de Ming en la mafia asiática finalmente termina cuando negocia con Becca para mantener su posición de líder siempre que la deje sola a ella y a su novio, Fred Wu.

### Temporada 4 (2014)
Jenna está en su último año y espera compensar los contratiempos del año anterior. Ella intenta participar más en la escuela, mejorar sus estudios académicos, prepararse para la universidad y reavivar su relación con Matty. Una chica nueva, Eva, se matricula en la escuela. Ming ha roto con Fred Wu y se mudó a Vermont, mientras que Tamara y Jake mantienen en una relación sexual activa. Jake cambia su imagen durante el verano, comienza a hacer música y, finalmente, decide romper con Tamara. Sadie vive con su nueva tía, Ally, mientras trabaja en un camión de comida. Matty consigue un trabajo y sigue siendo amiga de Jenna. Terminan teniendo relaciones sexuales y su evasión hace que Jenna piense que se avergüenza de estar con ella. En realidad, está afligido por el hecho de que fue adoptado y renunció a su trabajo en rebeldía. En simpatía, Matty y Jenna se hacen amigos con beneficios. Jenna finalmente lo termina y se involucra románticamente con Luke, un estudiante de primer año de la universidad. Esto causa más fricción entre Matty y Jenna y para compensar, Jenna trata de reunir a Eva y él. Jenna se da cuenta de que realmente no ha dejado ir a Matty, lo que pone a prueba su relación con Luke, ya que Matty y Jenna discuten cada vez que se ven debido a que Eva está causando problemas. Eva envía un correo electrónico a Sadie para que Austin rompa con ella e intente poner celosa a Jenna, incluso al dejar su ropa interior en la cama de Jenna, para que parezca que ella y Matty han dormido juntas. La mitad de la temporada termina con Luke y Jenna rompiendo, Eva atrapada en sus mentiras, Tamara y Jake se convierten en amigos y el Sr. Hamilton está herido.
En Año Nuevo, Matty, Jenna, Jake y Tamara se reúnen y deciden irse a la fiesta de la tía Ally. Mientras están allí, Matty se reconcilia con su madre y Jenna encuentra a un chico nuevo para besar a medianoche, un chico que luego descubre que es un estudiante de segundo año. Mientras tanto, las aceptaciones universitarias están llegando y parece que todos han sido aceptados excepto Jenna. Jenna intenta ingresar a la Universidad de Lockard, pero si bien ella no es aceptada, su madre sí lo fue. En el cumpleaños número 18 de Matty, Jenna compite con su nueva novia Gabby, solo para darse cuenta de que Gabby es realmente agradable. Jenna le confiesa a Matty que siente que vale la pena esperar por la virginidad de Gabby, y que la suya no lo era. Matty discute y le dice que no quería estar solo cuando abrió una carta que le diría quiénes son sus padres biológicos, lo que demostró lo mucho que Jenna significa para él. Después de la decepción de Matty de descubrir que su madre biológica no quiere ser encontrada, Jenna lo consuela y las dos terminan besándose. Jenna le dice que no puede porque necesita ser leal a Gabby, pero Matty dice: "Somos nosotros. Es algo diferente, va un poco más allá de las reglas de la escuela secundaria". Durante las vacaciones de primavera, Jenna localiza al padre de Matty y planean reunirse con él en México. Gabby aparece y se va con Matty en su lugar. Mientras se encuentra en México, Tamara se compromete con un hombre llamado Adam, a quien conoce en un bar. Adam está en entrenamiento militar básico y ella acepta su propuesta, pensando que él va a servir en un lugar lejano, pero en realidad, estará en California. Mientras tanto, la señora Hamilton descubre que está embarazada y considera no ir a la universidad. Más tarde, se revela que Gabby se acostó con Jake y Jenna finalmente abandona a Matty cuando comienza a salir con un amigo de Adam. Matty va a la playa para alejarse de las cosas, pero en cambio ve a Jenna y su nueva cita en la distancia. Jake entonces aparece en la playa, inicialmente queriendo confesar sobre él y Gabby, pero en vez de eso decide guardar silencio. La temporada termina con Matty mirando a Jenna en la distancia en la playa, preguntándose si ha perdido su oportunidad de amor verdadero.

### Temporada 5 (2015-16)
En la temporada 5A, Jenna y Matty tienen un viaje lleno de baches ya que Jenna descubre que realmente lo ama pero no sabe cómo decírselo. Tamara rompe con Adam después de que Jenna les dijo a todos la verdad sobre el compromiso falso durante la fiesta de compromiso. Jenna decide ir a Wykcoff mientras que Matty va a Berkeley con una beca de fútbol y Sadie y Tamara van a Nueva York. La mitad de la temporada termina cuando Matty le confiesa su amor a Jenna en el baile de graduación y vuelven a estar juntos. El día de la graduación, Matty le dice a Jenna que su práctica de fútbol comienza el día después de su graduación y tuvo que irse de inmediato. Devastada por estar en diferentes lados del país, Jenna decide pasar el verano con Matty en Berkeley. La temporada 5A termina con Jenna y Matty llegando a Berkeley.
En la temporada 5B, Jenna llega a casa después de su primer año de universidad junto con Tamara, Sadie, Matty y Lissa. Jenna se sorprende al descubrir que en la universidad, Sadie y Tamara se han vuelto muy cercanas y cree que Tamara la ha olvidado un poco. Lissa dejó la universidad para convertirse en una mamá de Palos Hills, ya que siempre ha sido su sueño. Jake había tomado un año sabático, así que estaba trabajando como gerente en el club de campo. Sin embargo, Jenna y Matty se habían separado durante el año y nadie sabía por qué hasta que contó la historia. Cuando Matty la visitó durante Halloween, decidió trasladarse a Wyckoff para estar más cerca de Jenna y porque no disfrutaba de Berkeley. Sin embargo, Jenna no quiere que se transfiera solo por ella, por lo que Matty sale corriendo, molesta, y se separaron y no habían hablado hasta este verano. Jenna obtuvo una pasantía de verano en Idea Bin, una compañía de escritores en línea, donde reavivó su romance con Luke, quien le consiguió la pasantía. Lacey y Kevin tuvieron un bebé que llora cada vez que Jenna está cerca, ya que ha estado ausente durante todo un año. Tamara se endeuda enormemente y Jake los engancha a todos con empleos en el club de campo. Tamara conoce a un hombre rico llamado Patrick que pronto se convierte en su novio. La madre de Lissa se compromete con un hombre rico que trabaja para una empresa de higiene de baños y decide que ya no quiere ser una madre de Palos Hills. En su lugar, comienza las lecciones de 'Atonercise' que se vuelven muy populares a medida que comienza a construir su propio negocio. Jenna conoce a la novia de Matty, Sully, que es una chica fiestera. Ella le cuenta a Jenna cómo una chica, sin saber que era Jenna en ese momento, había engañado a Matty y lo había deprimido. Matty y Lacey van a la misma escuela de verano alemana y se convierten en compañeras, por lo tanto, Jenna siempre lo ve en la casa cuando él y su madre trabajan juntos. Jenna decide trasladarse a SCU para estar más cerca de Luke, a pesar de que disfruta de Wyckoff. 
Al final del verano, Camp Pookah se estaba cerrando para siempre y todos decidieron ir a su último día. Allí, Matty lleva a Jenna al armario donde tuvieron sexo por primera vez hace 3 años y Jenna habló sobre cómo Matty no sabía nada de ella en ese momento, pero sabe que él la conoce mejor que nadie. Matty le dice a Jenna que él todavía la ama, pero que ella se elige a sí misma primero y que no debería y no necesita transferirse a SCU. A lo largo de su charla, Matty hace girar un anillo hecho por uno de los niños en sus dedos, supuestamente para Jenna. Terminan besándose y volviéndose a juntar, y la temporada termina con todos, incluidos Val, sus padres, Ally y todos sus amigos, incluido Matty, sentados alrededor de la fogata, divirtiéndose.

## Recepción
Awkward ha recibido mayoritariamente críticas positivas. En Metacritic, que asigna un media ponderada a partir de 100 revisiones de críticos importantes, la serie recibió una nota de 74 basada en 13 críticas, lo que significa "críticas generalmente favorables". Entertainment Weekly escribió que Jenna "navega las aguas turbulentas del instituto, los amigos, las animadoras perversas y los chicos guapos con una voz irritable que hace que te enamores fácilmente de ella - y de Awkward". Dorothy Rabinowitz de The Wall Street Journal explicó que Awkward es una "serie sobre una chica de instituto que ni es sensiblera ni polémica, ni está concebida para moralizar o impactar. Se distingue sobre todo por enfocarse en los dolores reconocibles de la adolescencia, tal y como los sufre una reconocible adolescente, Jenna (Ashley Rickards). Su otra distinción: fuertes ecos de una forma antigua de contar historias, de la clase en la que los personajes crecen y adquieren profundidad. Eso es mucho más de lo que se puede esperar hoy en día en los guiones televisivos de cualquier clase, y mucho más de una serie sobre adolescentes - ya es bastante que no trate de vampiros". Hank Stuever de The Washington Post alabó la interpretación de Ashley Rickards al decir: "Siguiendo el camino bien trazado de Sixteen Candles de Molly Ringwald y My so called life de Claire Danes, logra sin ningún esfuerzo elevar la manida fórmula de la nueva serie cómica de MTV de los jueves por la noche, "Awkward", a la categoría de cursi, pero aun así honesto. Incluso es divertida, lo cual es una agradable sorpresa viniendo de MTV, la creadora de tantas flojas comedias adolescentes que he perdido la cuenta". David Hinckley de Daily News le dio al programa cuatro estrellas sobre cinco y escribió "Awkward es muy buena". Amplió "De todas las veces que hemos visto al marginado de instituto que se siente unas veces ignorado y otras humillado por sus compañeros, raramente ha sido interpretado mejor de lo que Ashley Rickards interpreta a Jenna Hamilton." y añadió "Si los dramas son exagerados, Jenna hace que el sentimiento traumático sea verdadero, y su narración le da a todo un trasfondo de humor y autoconocimiento que hace que los momentos más incómodos no sean dolorosos. The New York Times describió a Awkward como un "espectáculo burlesco sobre el anhelo - por el amor, ciertamente, pero también por la estabilidad, esa gran entidad intangible en el mundo eternamente cambiante de la vida en el instituto".
The Huffington Post escribió "Awkward. era el éxito inesperado de la MTV que nadie vio llegar. [...] Sin lugar a dudas, la ocurrente voz de Jenna hace que esta comedia negra de instituto sobresalga del grupo de telenovelas de instituto de prime-time estereotípicas". The Huffington Post más tarde nombró a Awkward uno de los mejores programas de televisión de 2011.
Linda Stasi de The New York Post le dio al espectáculo tres estrellas sobre cuatro comentando "dejando a un lado las referencias sexuales gratuitas, Awkward es realmente un espectáculo, bueno, gracioso y divertido". De todas formas, Stasi mencionó "esto simplemente no es el tipo de cosas que querrías ver con tus hijos -- ni lo que querrías que tus hijos vieran". Después comparó a Ashley Rickard con la actriz de Juno, Ellen Page: "Rickards es una gran actriz adolescente del tipo de Ellen Page -- la clase de chica cuya cara bonita y comportamiento adorable son superados por su habilidad para parecer desgarbada y excéntrica".
Según The Philadelphia Daily News, "Awkward, como Glee trata gentil y semicómicamente de los asuntos de la sexualidad y el acoso escolar, pero no llega a soltar sangre nunca". Brian Lowry de Variety fue menos entusiasta con la serie: "Mientras que la premisa es refrescante y sin artificios comparada con RJ Berger o Teen Wolf, las situaciones no son lo suficientemente irresistibles como para hacer de esto mucho más que una versión trasnochada de Un médico precoz con un cambio de género".
John Kubicek de la web BuddyTV apreció que la villana de la serie, Sadie, fuera "una animadora con sobrepeso que sólo era popular gracias a sus padres, lo que la hace así diferente de la típica chica perfecta". También escribió: "Justo como en Easy A, Chicas malas y otras comedias centradas en adolescentes femeninas y fuertes, Awkward tiene una inteligencia rápida y una visión distintiva del mundo. Es la mezcla perfecta de comedia y dolorosa torpeza adolescente, y al final, el título lo dice todo". Concluyó: "El resultado es una de las comedias adolescentes más disfrutables y serias que la televisión ha producido".
Daniel Fienberg de HitFix le dio a la serie una nota de B comentando "No sólo son horrores del instituto bastante universales, aunque algunos detalles sean nuevos, sino que puedo encontrar la forma de encajar a Awkward en la tradición de comedias de instituto hiper-realistas como Pretty in Pink o Heathers o Chicas malas o Juno. No es tan buena como ninguna de esas, pero tampoco es tan mala como Jawbreaker, que sigue la misma tradición".

## Premios
| Año  | Premio                            | Categoría                                                                    | Premiado          | Resultado |
| ---- | --------------------------------- | ---------------------------------------------------------------------------- | ----------------- | --------- |
| 2012 | Young Artist Award                | Mejor interpretación en serie de televisión - Actriz protagonista juvenil    | Jillian Rose Reed | Nominada  |
| 2012 | Young Artist Award                | Mejor Interpretación en Serie de Televisión (Actor recurrente entre 17 y 21) | Matthew Fahey     | Nominado  |
| 2012 | Critics' Choice Television Awards | Mejor actriz de comedia                                                      | Ashley Rickards   | Nominada  |
| 2012 | Teen Choice Awards                | Estrella televisiva femenina del verano                                      | Ashley Rickards   | Nominada  |
| 2012 | Teen Choice Awards                | Estrella revelación televisiva masculina                                     | Beau Mirchoff     | Ganador   |
| 2013 | People's Choice Awards            | Comedia favorita de TV por Cable                                             | Awkward           | Ganador   |

## Lanzamiento en DVD
Awkward: Season One fue publicado en DVD en la Región 1 el 14 de noviembre de 2011. El paquete de dos discos contiene los 12 episodios de la primera temporada además de contenidos especiales que incluyen "Webisodios", imágenes por los platós detrás de las cámaras, tráileres y entrevistas al reparto.
El 31 de octubre de 2012 fue lanzado el DVD con la primera temporada completa en España.